# Korsets kloster
Korsets kloster är ett syrisk-ortodoxt kloster i Ålberga i Nyköpings kommun.
Klostret är det enda syrisk-ortodoxa klostret i Sverige.